# Etud
Etud (en ruso: Этюд) es una variedad cultivar de ciruelo (Prunus domestica), de las denominadas ciruelas europeas,
una variedad de ciruela obtenida en el "Instituto Panruso de Investigación de Genética y Selección de Plantas Frutales, I.V. Michurin". Las frutas tienen un tamaño superior a la media, de forma ovalados ovoides; piel es media, rugosa, con un color púrpura rojizo, hay una capa de pruina azulada de consistencia media, y pulpa de color amarillo verdoso, densa, jugosa, agridulce.

## Sinonimia
- "Этюд",
- "Etyud",
- "Ejercicio musical",
- "Слива Этюд",
- "Sliva Etud".[4][5]

## Historia
'Etud' es una variedad de ciruela creada por el obtentor G.A. Kursakov en el "Instituto Panruso de Investigación de Genética y Selección de Plantas Frutales, I.V. Michurin" mediante hibridación de 'Eurasia 21' como "Parental Madre" x el polen de la variedad 'Volzhskaya Krasavitsa' como "Parental Padre".
'Etud' esta variedad se zonificó en 1985 en la Región Central de la Tierra Negra".

## Características
'Etud' es un árbol más alto que el promedio con una copa redondeada. La corteza del tronco y las ramas esqueléticas es de color marrón oscuro, ligeramente rugosa, con una capa gris. Hay pocas lenticelas en el tronco. Los brotes son rectos, gruesos, de color marrón parduzco, con numerosas lenticelas pequeñas amarillas. Los entrenudos son medianos. Las yemas son de tamaño mediano, cónicas, de color marrón oscuro, no presionadas contra el brote, con un ápice puntiagudo. La hoja es más alta que el promedio, redondeada ovada, de color verde oscuro, ligeramente arrugada. El limbo es ligeramente cóncavo, el borde es doblemente aserrado, ondulado. El ápice es ligeramente puntiagudo, convirtiéndose abruptamente en un pico. La base es ovalada. El pecíolo es de longitud y grosor medios, pigmentado. Las glándulas son bastante grandes, redondeadas, 1 a 2 en el pecíolo de la hoja. Las flores son grandes, los pétalos son ovalados, no se tocan entre sí. El estigma se encuentra encima de las anteras. La floración es media temprana.
'Etud' tiene frutos de tamaño superior a la media, de forma ovalados ovoides; piel es media, rugosa, con un color púrpura rojizo, hay una capa de pruina azulada de consistencia media; el pedúnculo es mediano, ligeramente curvado, marrón, sin pubescencia, bien adherido al fruto; la pulpa es de color amarillo verdoso, densa, jugosa, agridulce (4,3 puntos), se separa bien del hueso. Composición bioquímica: materia seca - 15,4%, azúcares - 7,16% (en algunos años 11,84%), ácidos - 1,96%, catequinas β-activas - 142%, ácido ascórbico - 15,0 mg/100 gr.
Hueso es semi adherente, ovalado, de tamaño mediano, y se separa fácilmente de la pulpa.
El fruto madura simultaneamente en la tercera decena de agosto. Los frutos son transportables.

## Usos
Esta variedad de fruta se destina a consumo humano y a fines técnicos.

## Cualidades
La madera y los capullos florales presentan una alta resistencia al invierno. El árbol es resistente a plagas y enfermedades. 
Ventajas: mayor resistencia al invierno de la madera y los capullos florales, fructificación temprana, alto rendimiento, frutos atractivos, buen sabor. 
Desventajas: ninguna identificada.